# Adlocutio

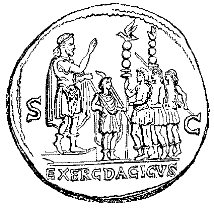
Scena adlocutio na sestercjuszu Hadriana

Adlocutio (łac., lm. adlocutiones) – w starożytnym Rzymie specjalne przemówienie cesarza do zgromadzonych wojsk.
Termin specyficzny, używany przez Rzymian dla określenia wystąpienia (uroczystej mowy) cesarza skierowanego do wojsk – odpowiednik współczesnego rozkazu wodza naczelnego lub proklamacji do armii. Na ogół władca kierował je do żołnierzy przed rozpoczęciem kampanii wojennej, podczas wizytacji lub przy innej szczególnie ważnej okazji.   
W pełnej postaci występuje jedynie na zabytkach numizmatycznych, gdzie zazwyczaj stojący na trybunie (suggestus) cesarz w asyście prefekta obozu (praefectus castrorum) zwraca się do wojska przedstawionego umownie w postaci chorążych (signifer). Znane m.in. z medalionu Gordiana Piusa, monet Galby, Trajana czy z całej serii sesterców Hadriana, gdzie cesarz bywa zwykle przedstawiony konno, a ukazujących jego adlocutio do wojsk w różnych częściach cesarstwa. 
W dużej rzeźbie statuarycznej motyw ten znany jest z  przede wszystkim z dwóch zachowanych pomników cesarskich: Augusta z Prima Porta oraz konnego pomnika Marka Aureliusza.